# 恐血症
恐血症（英文：hematophobia）又稱懼血症，俗称晕血，是一种天生的怕见血液的恐懼症。不同的是：有的人天生只怕见自己的血，也有人天生怕别人的血、动物的血等等。
在生活上，患有恐血症的人会不敢去献血。
研究表明，恐血症可能是心理和生理因素共同作用产生的。恐血症可称为癔症，心理因素方面一见血就产生心理暗示，或想到受伤、死亡或其他恐怖经历，因而出现压抑、恐慌的感觉；生理因素方面因压抑、恐慌感而造成血管迷走神经反应强烈，身体条件反射产生心跳加速、血压上升，后短时间内致心率和血压下降，从而导致大脑缺血性症状甚至出现休克。
不过恐血症并不是身体不好的象征，只要避免见血就可避免症状出现，其他生活与常人无异。